# Punta de Barfleur
La punta de Barfleur (del francés: pointe de Barfleur) es el cabo que constituye el extremo nororiental de la península de Cotentin. Administrativamente, pertenece al Departamento de la Mancha, en la región de Normandía, en el noroeste de Francia. Está bañado por el Canal de la Mancha y tiene en su extremo el faro de Gatteville. Toma su nombre del pueblo de Barfleur, ubicado al sur, pero se encuentra en la comuna de Gatteville-le-Phare. La punta marca el límite noroeste de la bahía del Sena.
El Blanche-Nef naufragó aquí.
La punta de Barfleur está exactamente en las antípodas  de las Islas Antípodas.

## Geología
El faro está formado por granito Hercyniano, como en Flamanville, también en el Cotentin.

## Energías marinas
El sitio presenta una fuerte corriente de marea, y está siendo objeto de estudio de diferentes proyectos de implantación de turbinas hidrólicas, como en el raz Blanchard.

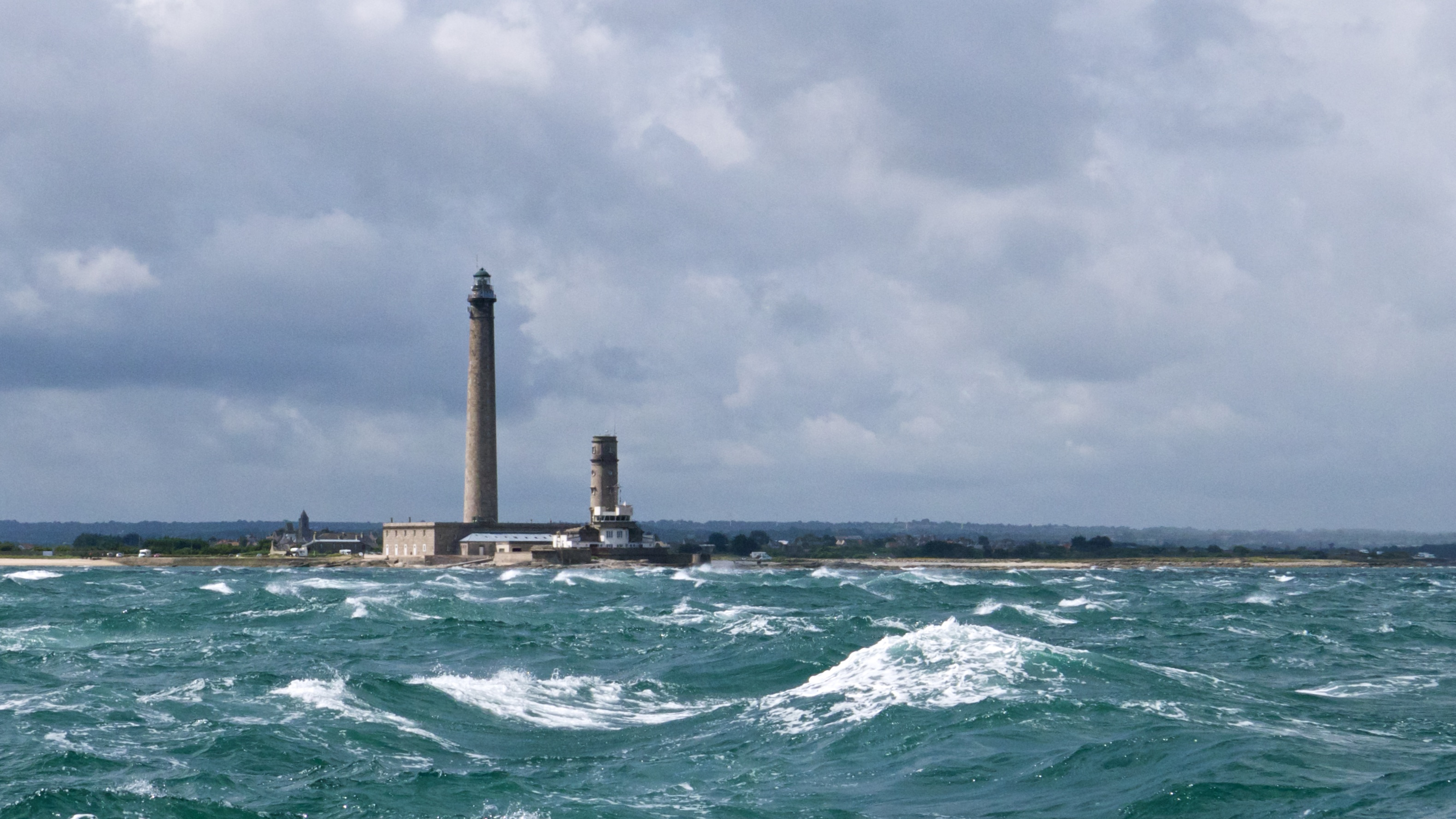
Vista del faro de Gatteville desde el mar.